# Мур, Кэтрин Люсиль
Кэ́трин Люси́ль Мур (англ. Catherine Lucille Moore, 24 января 1911 — 4 апреля 1987) — американская писательница, автор произведений в жанре фэнтези, супруга и соавтор Генри Каттнера.

## Биография
Родилась в Индианаполисе. По воспоминаниям, с детства имела страсть к сочинению историй. В ноябре 1933 года журнал «Weird Tales» опубликовал её дебютный рассказ «Shambleau», подписанный «К. Л. Мур». Рассказ был принят читателями с энтузиазмом, он удостоился хвалебного отклика самого Г. Ф. Лавкрафта. Мур продолжает регулярно публиковать рассказы в «Weird Tales», в том числе по крайней мере один — в соавторстве с Генри Каттнером. Их знакомство по переписке, по некоторым данным, относится к 1938 году. За ним последовало очное знакомство. В 1940 году Кэтрин выходит замуж за Каттнера. С этого времени они пишут вместе и, как правило, под псевдонимами, самыми известными из которых являются «Льюис Пэджетт» и «Лоуренс О`Доннелл». Мур «доводила» очень многие рассказы, написанные Каттнером, он же, в свою очередь, порой весьма серьёзно перерабатывал её прозу. Классический рассказ «Лучшее время года» («Vintage Season», 1946, экранизирован в 1991 году) практически полностью написан Кэтрин Мур, несколько рассказов она написала по наброскам Каттнера.
В целом, подписанные «Мур» произведения принадлежат Кэтрин Мур, как и большинство работ под именем «О’Доннелл»; остальные произведения, даже подписанные одним Каттнером, в той или иной мере являются плодом совместного творчества. Однако многие рассказы, написанные в соавторстве Генри Каттнером и Кэтрин Мур, ещё при жизни Каттнера выходили только под его именем; эта традиция сохранилась до наших дней. Более того, ряд рассказов, написанных под псевдонимами, впоследствии, по настоянию Кэтрин, выходили исключительно под именем Каттнера. Всё это неблагоприятно повлияло на её известность как автора.
В 1950 году Мур вместе с Каттнером поступает в Университет Южной Калифорнии; заканчивает его в 1956 году. В 1957 году выходит её сольный роман «Doomsday Morning». После смерти Каттнера в 1958 году она четыре года ведёт класс литературного мастерства в университете. В 1960-х годах участвовала в написании сценариев для телесериалов «Maverick» и «77 Sunset Strip». В 1963 году она прекращает литературную деятельность.
Лауреат Gandalf Award и «Всемирной премии фэнтези» 1981 года.